# 富士宮市立西小学校
富士宮市立西小学校（ふじのみやしりつにししょうがっこう、Fujinomiya City Nishi Elementary School）は、静岡県富士宮市安居山にある公立小学校。安居山(あごやま)1区、安居山2区、沼久保区の避難所に指定されている。
市内からは、「西小」と呼ばれている

## 歴史
1874年から1989年までは から引用する。1989年以降は資料をもとに作成。
- 1874年（明治7年） - 沼久保・安居山を学区として栄立寺を借用し仰信舎として創立
- 1935年（昭和10年） - 沼久保字水沼1012番地へ校舎移転
- 1947年（昭和22年） - 富士宮市立沼久保小学校となる
- 1957年（昭和32年） - 沼久保小校舎新築
- 1974年（昭和49年） - 開校100年, 校旗, 校歌制定
- 1989年（平成元年）3月 - 富士宮市立沼久保小学校を閉校。新たに富士宮市立貴船小学校通学区域の一部を編入のうえ,現所在地に富士宮市立西小学校開校（男子142名, 女子134名, 合計276名）。
- 1990年（平成2年）2月 - 富士宮市立西小学校校歌制定。
- 活動公開(約300人の教職員が学校見学）
- 1991年（平成3年）- 富士宮市教委指定研究「学習指導研究発表会」が開催　公開授業並びに研究協議
- 1993年 - 活動公開（授業公開と講演）
- 1998年 - 西小学校創立10周年記念の会
- 2000年 - 活動公開（地域参加型授業公開「西の里大好き」・語ろう会」
- 2003年 - 第5回富士山学習ステージ発表追究テーマ「神様が住む豊かな村西の里」
- 2005年 - 滑り台完成除幕式（既存遊具等を利用し、3基設置）
- 2009年
  - 第11回富士山学習IIでステージ発表「たんけん！発見！西の里！『むかしの人の願いを知ろう！』」
  - 富士宮市新体力テスト大会小学校最優秀賞(市長賞)受賞
- 2010年 - 学校敷地内で放課後児童クラブスタート(体育館ミーティングルーム貸与）
- 2011年
  - 3月15日 - 静岡県東部地震が発生。西小は被害なし
  - 3月23日 - 富士宮市・芝川町合併新「富士宮市」誕生
- 2012年 - 学童クラブの建物を運動場南西に新設、開所式実施
- 2016年 - 体育館水銀灯固定(地震対策)パソコン室エアコン設置(石川電気)
- 2017年 - 富士宮市教委指定研究学習指導研究発表会開催　公開授業並び研究
- 2018年 - 西小学校創立30周年記念航空写真撮影(男子90名、女子78名、合計168名)
- 2020年
  - SARSコロナウイルス2の影響で夏休みが1週間になる（全国で一番短い）
  - プール授業中止
- 2021年
  - タブレット使用の授業が始まる
  - 1年ぶりのプール授業
- 2022年 - コロナのため、就学時健康診断の係5年生（新6年生）を中止。
- 2023年
  - 8月 - トイレ改修工事が始まる
  - 11月 - 小・中学生ビブリオバトル富士宮大会に参加。（リモート）
  - 12月 - トイレ改修工事が終了し同月5日から使用可能に
- 2025年
  - 2月 - グラウンド南西にある滑り台を撤去。
  - 3月 - 新しい遊具を建設。同月11日に完成式を実行。

## 生徒人数
2025年（令和7年）4月現在 
- 1年 - 10人
- 2年 - 10人
- 3年 - 11人
- 4年 - 14人
- 5年 - 19人
- 6年 - 17人
- 計 - 81人

## 学区
安居山1区　安居山2区　沼久保区　大中里区（4町内2班及び5班（新堀用水以南及び以東）、8班、11班から15班まで、18班及び20班、5町内（新堀用水以南）並びに9町内）